# Dieu est grand, je suis toute petite
Pour plus de détails, voir Fiche technique et Distribution.
Dieu est grand, je suis toute petite est un film français réalisé par Pascale Bailly, sorti en 2001.

## Synopsis
Ayant rompu avec son ami et avorté, Michèle une jeune femme d'une vingtaine d'années se lance dans une quête religieuse insensée. Puis elle rencontre François, vétérinaire juif de 32 ans…

## Fiche technique
- Titre : Dieu est grand, je suis toute petite
- Genre : comédie romantique
- Réalisation : Pascale Bailly
- Premier assistant : Pierre Souchar
- Scénario : Pascale Bailly et Alain Tasma
- Musique : Stéphane Malca
- Société de production : Dacia films
- Date de sortie : 26 septembre 2001
- Produit en 2001
- Durée : 100 minutes
- Format : 1.37:1 - couleurs

## Distribution
- Audrey Tautou : Michèle
- Édouard Baer : François
- Julie Depardieu : Valérie
- Catherine Jacob : Evelyne
- Philippe Laudenbach : Jean
- Cathy Verney : Florence
- Anna Koch : Régine
- Max Tzwangue : Simon
- Mathieu Demy : Bertrand
- Atmen Kelif : Ali
- Nelly Camara : Laetitia
- Jean Reichman : Joseph
- Nathalie Levy-Lang : Jessica
- Stéphane Chevrier : Le vendeur